# 伊勒和巴尔代
伊勒和巴尔代（法語：Isle-et-Bardais，法語發音：[il e baʁdɛ]）是法国阿列省的一个市镇，位于该省西北部，属于蒙吕松区。

## 地理
伊勒和巴尔代（46°41'18"N, 2°47'37"E）面积44.65 平方千米，位于法国奥弗涅-罗讷-阿尔卑斯大区阿列省，该省份为法国中部省份，北起涅夫勒省、西北接谢尔省，西南至克勒兹省，南至多姆山省，东南临卢瓦尔省，东临索恩-卢瓦尔省。
与伊勒和巴尔代接壤的市镇（或旧市镇、城区）包括：艾奈堡、塞里伊、库勒夫尔、圣博内特龙赛、瓦利尼、贝赛勒弗罗芒塔勒。

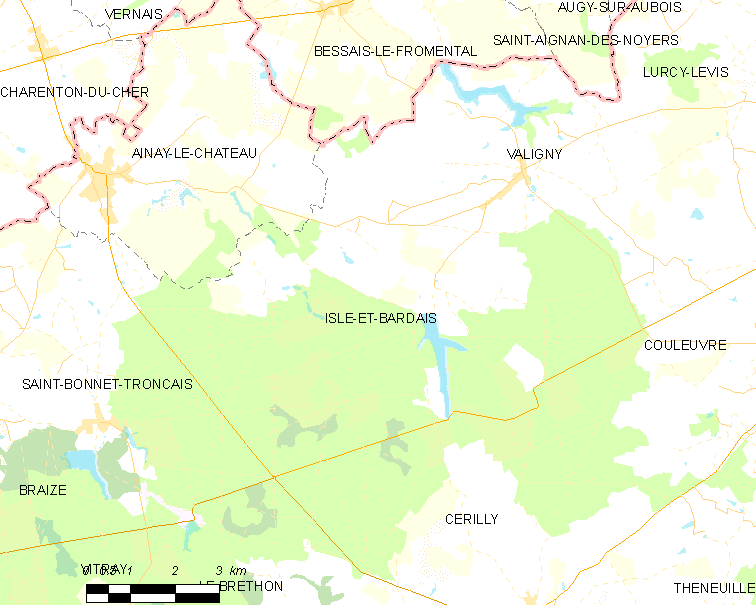
伊勒和巴尔代的OSM定位图

伊勒和巴尔代的时区为UTC+01:00、UTC+02:00（夏令时）。

## 行政
伊勒和巴尔代的邮政编码为03360，INSEE市镇编码为03130。

## 政治
伊勒和巴尔代所属的省级选区为波旁拉尔尚博县。

## 人口

1962-2008年间伊勒和巴尔代人口变化图示

伊勒和巴尔代于2022年1月1日时的人口数量为278人。